# Маттео Санторо
Маттео Санторо (9 жовтня 2006 , Рим ) — італійський стрибун у воду, чемпіон Європи, призер чемпіонату світу.